# Velké Bílovice
Velké Bílovice (češki izgovor: ˈvɛlkɛː ˈbiːlovɪtsɛ) je grad u Južnomoravskoj pokrajini na jugoistoku Moravske u Češkoj. Nalazi se oko 80 km sjeveroistočno od Beča i oko 45 km jugoistočno od Brna. Ima oko 3906 stanovnika (2021.). Najveći je vinogradarski grad u Češkoj s više od 780 hektara vinograda (2020.).

## Galerija
|  |  |  |
|  |  |  |

## Vanjske poveznice
- Službena stranica  Arhivirana inačica izvorne stranice od 6. rujna 2024. (Wayback Machine) (češ.)
- Ceh vinara grada Velké Bílovice (češ.)
- Gradski muzej (češ.)